# 5757 Tichá
5757 Tichá là một tiểu hành tinh vành đai chính với chu kỳ quỹ đạo là 1838.0559372 ngày (5.03 năm).
Nó được phát hiện ngày 6 tháng 5 năm 1967. Nó được đặt theo tên nhà thiên văn học Séc Jana Tichá.